# سانفلاور (آلاباما)
سانفلاور (به انگلیسی: Sunflower) یک منطقهٔ مسکونی در ایالات متحده آمریکا است که در شهرستان واشینگتن، آلاباما واقع شده‌است. سانفلاور ۷٫۰۱ متر بالاتر از سطح دریا قرار دارد.